# Мошкові Поляни
Мошкові Поляни (рос. Мошковые Поляны) — присілок у Лузькому районі Ленінградської області Російської Федерації.
Населення становить 124 особи. Належить до муніципального утворення Оредежське сільське поселення.

## Історія
Згідно із законом від 28 вересня 2004 року № 65-оз належить до муніципального утворення Оредежське сільське поселення.

## Населення
| 1884 | 1909 | 1950 | 1965 | 1997 | 2007 | 2010 |
| ---- | ---- | ---- | ---- | ---- | ---- | ---- |
| 324  | ↗364 | ↘223 | ↗242 | ↘124 | ↘90  | ↗124 |